# Velika avantura
„Velika avantura“ je drugi putopis i treća knjiga srpskog pisca i avanturiste Viktora Lazića.  To je knjiga o velikom putovanju iz 2009. i 2010. godine u trajanju od 421 dana na koje se Viktor Lazić uputio sam, polovnom ladom nivom. Jedina pratilja mu je bila lutka, Mileva, koju je sa sobom nosio kako bi izgledalo da sa njim putuje još neko, te na taj način odvratio potencijalne napadače. Reportaže sa putovanja su objavljivane u nedeljnom izdanju dnevnih novina Press.
U knjizi Viktor Lazić opisuje kako je ručao sa piratima u Malaka moreuzu, skrivao se u skloništu Pol Pota u Kambodži, razgovarao sa Deda Mrazom u Finskoj, shvatio zašto je propao komunizam u Uljanovsku, rodnom mestu V.I. Lenjina, pričestio se kod lažnog Isusa u Rusij, imao proameričkog vodiča u Vijetnamu i pored celog sveta dobio batine u mirnoj Australiji.
Velika avantura je objavljena krajem 2010. godine kao izdanje dnevnih novina Press u tiražu od 20.000 primeraka. Kao i celo putovanje, dobila je veliku medijsku pažnju u Srbiji.

## Statistika putovanja
- 65 noćenja u krevetu, 308 u ladi, ostalo na otvorenom
- 3 kontinenta, 32 države, 4 problematične provincije
- Više od 20 različitih vrsta prevoznih sredstava
- Pređeno oko 140.000 kilometara, 80.000 lično vozio automobilom
- Zaustavile ga 102 policijske kontrole, prešao 78 graničnih prelaza
- Lada se kvarila 34 puta, najčešće je sam popravljao
- Ukradeno 7 fotoaparata i 3 mobilna telefona
- Putovao bez GPS-a, koristeći kompas i stare mape
- Najduži period nekupanja: 16 dana
- Smršao 22 kilograma
- 100.000 fotografija
- Za Beograd poslata jedna tona knjiga i artifakata za putničku biblioteku i muzej
- Prikupljen materijal za dva naučna rada, doktorsku disertaciju, održana predavanja i izložbe o Srbiji u svetu